# Daniel William Carter
Daniel William Carter nebo zkráceně Dan Carter (narozen 5 března 1982, Leeston, Nový Zéland) je bývalý novozélandský reprezentant, který je považován za jednoho z nejlepších ragbistů historie. V roce 2021 ukončil aktivní sportovní kariéru. V roce 2023 byl jmenován do Světové ragbyové síně slávy.

## Největší mezinárodní sportovní úspěchy
V letech 2005, 2012 a 2015 byl zvolen nejlepším ragbistou světa. V roce 2006 a 2008 byl v nominaci na nejlepšího ragbistu světa  Jako reprezentant zaznamenal ze všech hráčů historie nejvíce bodů (1598). Za Nový Zéland odehrál 112 zápasů (2003 - 2015). Byl oceněn Řádem britského impéria.
S reprezentací Nového Zélandu získal 3.místo na MS 2003. Vyhrál MS 2011 a MS 2015. Šestkrát zvítězil s reprezentací na turnaji tří zemí s účastí Nového Zélandu, Austrálie a JAR (2003,2005,2006,2007,2008,2010) a třikrát na turnaji Championship (2012,2013,2014). Reprezentační kariéru ukončil po MS 2015. Posléze byl oceněn Řádem britského impéria.
V letech 2005, 2006 a 2008 získal mistrovské tituly v Super Rugby (nejprestižnější mezinárodní ragbyové klubové soutěži) s novozélandským klubem Crusaders. Se 1708 je nejlepším hráčem historie Super Rugby. V roce 2009 vyhrál francouzskou ligu s týmem Perpignan a v roce 2016 s týmem Racing 92. V roce 2019 vyhrál japonskou ligu s klubem Kobelco Steelers.

### Klubová kariéra
2003 - 2015 Crusaders
2008 - 2009 Perpignan 
2015 - 2018 Racing 92 
2018 - 2020 Kobelco Steelers